# Sticky George
| Оценки критиков | Оценки критиков |
| Источник        | Оценка          |
| --------------- | --------------- |
| Allmusic        | [ 1 ]           |

Sticky George — третий студийный альбом британской поп-группы The Korgis, выпущенный в 1981 году на лейбле Rialto Records. Альбом включает в себя синглы «That Was My Big Mistake», «All The Love In The World», «Don’t Say That It’s Over» и «Sticky George», — которые были выпущены под названием James Warren & The Korgis.
В 1999 году Sticky George был издан на CD лейблом Edsel Records.
После этого альбома последовали синглы «Don’t Look Back» (спродюсированный Тревором Хорном)/«Xenophobia», выпущенные на London Records в июне 1982 года. В 2003 году оба трека были включены в сборник Don’t Look Back — The Very Best of The Korgis.

## Список композиций
Сторона A:
1. «Sticky George» (Harrison, Warren) — 3:36
2. «Can’t We Be Friends Now» (Warren) — 4:01
3. «Foolishness of Love» (Harrison) — 3:31
4. «Domestic Bliss» (Gordon, Harrison, Warren) — 3:15
5. «That Was My Big Mistake» (Davis, Warren) — 4:37

Сторона Б:
1. «Nowhere to Run» (Davis, Warren) — 4:15
  - N.B. 1999 CD: Альтернативная версия — 5:17. Оригинальная версия доступна на сборниках Archive Series и Greatest Hits.
2. «Contraband» (Warren) — 3:18
3. «All the Love in the World» (Davis, Warren) — 4:12
4. «Don’t Say That It’s Over» (Warren) — 2:50
5. «Living on the Rocks» (Warren) — 3:32

## Участники записи
- James Warren — вокал, фортепиано, бас-гитара
- Stuart Gordon — гитара, банджо, скрипка, перкуссия, бэк-вокал
- Phil Harrison — электрическое фортепиано, клавишные, синтезатор, ударные, ложки

Дополнительный персонал
- David Lord — клавишные
- Manny Elias — ударные
- Jerry Marotta — ударные
- The Korgettes (Sheena Power & Jo Mullet) — бэк-вокал (треки A5 и Б5)
- Steve Buck — флейта (трек Б2)
- Dave Pegler — кларнет (трек Б2)
- Chantelle Samuel — фагот (трек Б2)
- Stephanie Nunn — гобой (трек Б2)
- Huw Pegler — валторна (трек Б2)

### Производство
- James Warren — продюсер
- David Lord — продюсер, звукорежиссёр, духовые инструменты,струнные, аранжировки
- Nick Heath — директор
- Jeffrey Edwards — обложка
- Pete Ashworth — фотограф
- Nick Heath и George Rowbottom — арт-директора́

## История выпуска
- 1981 LP Rialto Records TENOR 103 (Великобритания)
- 1999 CD Edsel Records EDCD 623

## Синглы
- «That Was My Big Mistake» (Edit) — 4:01 / «Can’t We Be Friends Now» ('James Warren & The Korgis', Rialto TREB 134, апрель 1981)
- «All The Love In The World» (Edit) — 3:38 / «Intimate» (The Korgis, TREB 138, июнь 1981)
- «Don’t Say That It’s Over» (Single Version) — 2:47 / «Drawn And Quartered» (The Korgis/'James Warren & The Korgis', TREB 142, сентябрь 1981)
- «Sticky George» / «Nowhere To Run» ('James Warren & The Korgis', Rialto 101 470, 1981)
- «Don’t Look Back» (Warren) 4:16 / «Xenophobia» (Warren) — 2:30 (Non-album single, London Records LON 7, июнь 1982)
- «Don’t Look Back» / «Xenophobia» (Pic disc, London Records LONPD 7, июнь 1982)